# Mina Al Arab
Koordinaten: 25° 43′ N, 55° 50′ O
Mina Al Arab (arabisch ميناء العرب, DMG Mīnāʾ al-ʿarab ‚Hafen der Araber‘) ist ein Bauprojekt in Ra’s al-Chaima in den Vereinigten Arabischen Emiraten.

## Übersicht
Mina Al Arab ist als küstennahes Mischgebiet geplant und soll auf rund 2,8 Quadratkilometern Land- und Wasserflächen unter anderem private Villen, Mehrfamilienhäuser, Resorts, Einkaufsmöglichkeiten in Form eines traditionell arabischen Suqs, sowie einen Hafen beinhalten. Das Gebiet liegt rund 15 Kilometer südwestlich vom Zentrum Ra’s al-Chaimas entfernt.
Die Gesamtkosten werden vom Bauträger auf 10 Milliarden Dirham (ca. 2,1 Milliarden Euro) veranschlagt.
Neben 7 themenorientierten Resorts sollen zwei Öko-Resorts am Rand der verbliebenen Feuchtgebiete entstehen. Zudem soll ein so genanntes Environmental Learning Centre entstehen.

## Entwicklung
Das Bauprojekt Mina Al Arab wurde am 30. April 2006 offiziell von der Aktiengesellschaft RAK Properties präsentiert, welche auch Bauträger ist.
Das Projekt nimmt eine Fläche von 3 km² in der südlichen Hälfte von Chaur al-Dschazira ein. Bei Chaur Jazeera handelt es sich um eine Lagune, welche neben Feuchtgebieten auch mehrere sandbankartige Inseln beinhaltet, durch eine Nehrung ist sie vom Persischen Golf abgetrennt. Im Januar 2006 nahm die chinesische Firma China Harbor Engineering die Erdarbeiten an dem Projekt auf, die Lagune wurde aufgeschüttet und ein Kanal wurde geformt, der das Projekt von Osten nach Westen durchzieht. Die Arbeiten wurden im Februar 2008 erfolgreich abgeschlossen. Im Mai 2007 hat RAK Properties einen Vertrag mit der emiratischen Firma Darwish Engineering zur Ausführung der infrastrukturellen Arbeiten abgeschlossen. Der Vertrag enthält beispielsweise den Bau von Straßen und Brücken sowie von Einrichtungen zur Abwasseraufbereitung.
Seit Frühjahr 2007 befinden sich die ersten Villen im Bezirk Granada im Bau.
Ende 2008 wurde die Finanzkrise auch in den Emiraten deutlich spürbar, so dass RAK Properties im April 2009 eingestehen musste, dass im ersten Quartal 2009 der Umsatz auf Null gefallen ist.